# バハダコロラダ累層
バハダコロラダ累層（バハダコロラダるいそう、英: Bajada Colorada Formation）は、アルゼンチンのパタゴニア北部ネウケン盆地のネウケン州に位置する地層。該当する地質時代は前期白亜紀のベリアシアンからバランギニアンまでである。この層にちなんで命名されたディクラエオサウルス科の恐竜バジャダサウルス・プロヌスピナクスが産出したことで知られる。

## 位置
1939年に Roll が定義したバハダコロラダ累層は Medonza 層群に属し、Quintuco 累層と Picún Leufú 累層の上に位置し、Agiro 累層の下に横たわる。Agiro 累層とは不整合の関係にあり、不整合の年代は1億3400万年前とされる。また、バハダコロラダ累層は Mulichinco 累層と水平方向に同じ位置に存在する。

## 構成堆積物
バハダコロラダ累層は緑がかった茶色と赤色の細粒から粗粒にかけての礫岩、厚い層をなす砂岩で主に構成され、赤みがかったピンクと赤紫の粘土岩および砂岩には明るい茶色のシルト岩からなるバンドが入っている。バハダコロラダ累層は河川環境で堆積し、当時の環境は保存状態の良い河川と古土壌がある網状流路であった。

## 鉱物・化石
X線回折によるバハダコロラダ累層の堆積物の研究が行われ、カオリナイト、イライト、緑泥石、スメクタイトが存在することが明らかになった。
古生物の化石としてはバジャダサウルスやレインクパルといったディプロドクス上科の恐竜、アベリサウルス科の恐竜、ドロマエオサウルス科の恐竜、テタヌラ類の恐竜のものが発見されている。